# 대니얼 볼드윈
대니얼 레로이 볼드윈(영어: Daniel Leroy Baldwin, 1960년 10월 5일 ~ )은 미국의 배우이다.

## 출연 작품
- 스피시즈2060 (2018)
- 퍼셉션 (2016)
- 50가지 욕망의 그림자 (2015)
- 호프 로스트 (2015)
- 더 420 무비: 메리 & 제인 (2014)
- 헬렌 얼론 (2014)
- 리틀 크리스마스 비즈니스 (2013)
- 디보스 텍사스 스타일 (2013)
- 시티 베이비 (2013)
- 리턴 투 벤전스 (2012)
- 크리스마스 위드 어 캐피탈 C (2011)
- 태평양의 기적 - 폭스라 불렸던 남자 (2011)
- 나인 데드 (2010)
- 샤도우하트 (2009)
- 그레이 가든스 (2009)
- 본 오브 어스 (2008)
- 리틀 레드 데빌 (2008)
- 더 데블스 도미노 (2008)
- 셀러브러티 리햅 위드 닥터 드류 (2008)
- 셧 업 앤드 슛 (2006)
- 비치 파티 (2006, The Beach Party at the Threshold of Hell)
- 어나더머스 렉스 (2004)
- 파파라치 (2004)
- 에인션트 워리어스 (2003)
- 베가스 뱀파이어스 (2003)
- 콜드 케이스 시즌1 (2003)
- 개미들의 왕 (2003)
- 더 리얼 딜 (2002)
- 스틸링 캔디 (2002)
- 트리거맨 (2002)
- 벌거벗은 증인 (2002)
- 터널 (2002)
- 페어 게임 2 (2001)
- 더블 플레임 (2000)
- 폴 (2000)
- 백 슬라이더 (1999)
- 실리콘 타워 (1999)
- 데저트 썬더 (1999)
- 러브 킬스 (1998)
- 판도라 프로젝트 (1998)
- 유혹 (1998, The Treat)
- 온 더 보더 (1998)
- 슬레이어 (1998)
- 폴아웃 (1998)
- 피닉스 (1998)
- 인베이더 (1997)
- 트리스 라운지 (1996)
- 머홀랜드 폴스 (1996)
- 예스터데이 타겟 (1996)
- 패밀리 캅스 (1995)
- 육체의 행로 (1995)
- 지금은 순찰 중 (1994)
- 목격자 (1994)
- 50피트 우먼 (1993)
- 리틀 빅 히어로 (1992)
- 나이트 무브 (1992)
- 난폭한 주말 (1991)
- 할리와 말보로 맨 (1991)
- FBI (1989)
- 7월 4일생 (1989)

### 텔레비전
- truTV Presents: World's Dumbest... (2008-13) - 본인